# T-vormige moleculaire geometrie
In de scheikunde verwijst een T-vormige bipiramidale moleculaire geometrie ernaar, dat een molecuul een geometrie heeft waarbij een centraal atoom door drie atomen wordt omringd. De vier atomen liggen daarbij in een vlak. Het centrale atoom heeft nog een binding met twee vrije elektronenparen, maar die liggen niet in hetzelfde vlak als de vier atomen. Chloortrifluoride heeft deze moleculaire geometrie. 
coördinatiegetal 2: 
lineair · gebogen · 
coördinatiegetal 3: 
trigonaal planair · trigonaal piramidaal · T-vormig 

coördinatiegetal 4: 
tetraëdrisch · vierkant planair · seesaw ·
coördinatiegetal 5: 
trigonaal bipiramidaal · vierkant piramidaal · pentagonaal planair 

coördinatiegetal 6: 
octaëdrisch · pentagonaal piramidaal · 
coördinatiegetal 7: 
pentagonaal bipiramidaal